# Panzeria gazagnairei
Panzeria gazagnairei là một loài ruồi trong họ Tachinidae.